# Martin Petrásek
Martin Petrásek (Ostrov, 26 marzo 1966) è un ex fondista ceco.
Fino alla dissoluzione della Cecoslovacchia (1993) gareggiò per la nazionale cecoslovacca.

## Biografia
In Coppa del Mondo ottenne il primo risultato di rilievo il 27 marzo 1988 a Rovaniemi (9°) e come miglior piazzamento un sesto posto.
In carriera prese parte a tre edizioni dei Giochi olimpici invernali, Calgary 1988 (43° nella 15 km, 32° nella 30 km), Albertville 1992 (66° nella 10 km, 24° nella 30 km, 55° nell'inseguimento) e Lillehammer 1994 (71° nella 10 km, non conclude la 50 km, 58° nell'inseguimento), e a due dei Campionati mondiali, vincendo una medaglia.

## Palmarès

### Mondiali
- 1 medaglia:
  - 1 bronzo (staffetta[1] a Lahti 1989)

### Coppa del Mondo
- Miglior piazzamento in classifica generale: 23º nel 1989